# A. Oakey Hall
Abraham Oakey Hall, född 26 juli 1826 i Albany, New York, död 7 oktober 1898 i New York, var en amerikansk journalist, jurist och politiker. Han var New Yorks borgmästare 1869–1872.
År 1872 stod Hall som sittande borgmästare åtalad i korruptionshärvan kring Tammany Hall och William M. Tweed. Som skicklig försvarsadvokat skötte han sitt eget försvar och lyckades bli frikänd trots att hans tid som borgmästare präglades av skumraskaffärer.
Hall var Emma Goldmans försvarsadvokat när den berömda anarkisten år 1893 dömdes i en rättegång i New York till ett års fängelse på Blackwell's Islands fångvårdsanstalt.